# Associazione Sportiva Bari 1948-1949
Questa voce raccoglie le informazioni riguardanti l'Associazione Sportiva Bari nelle competizioni ufficiali della stagione 1948-1949.

## Rosa
| N. |                   | Ruolo | Calciatore          |
| -- | ----------------- | ----- | ------------------- |
|    | Italia (bandiera) | P     | Giuseppe Moro       |
|    | Italia (bandiera) | P     | Silvano Pipan       |
|    | Italia (bandiera) | D     | Piero Pietrasanta   |
|    | Italia (bandiera) | D     | Alessandro Carlini  |
|    | Italia (bandiera) | D     | Adone Stellin       |
|    | Italia (bandiera) | D     | Gennarino Ottogalli |
|    | Italia (bandiera) | D     | Renato Lucchi       |
|    | Italia (bandiera) | C     | Ivo Isetto          |
|    | Italia (bandiera) | C     | Elio Canonico       |
|    | Italia (bandiera) | C     | Giuseppe Santamato  |
|    | Italia (bandiera) | C     | Giuseppe Gagliardi  |

| N. |                     | Ruolo | Calciatore           |
| -- | ------------------- | ----- | -------------------- |
|    | Ungheria (bandiera) | A     | Mihály Kincses       |
|    | Italia (bandiera)   | A     | Vincenzo Orlando     |
|    | Ungheria (bandiera) | A     | János Hrotkó         |
|    | Italia (bandiera)   | A     | Rinaldo Fiumi        |
|    | Ungheria (bandiera) | A     | Mihály Vörös         |
|    | Italia (bandiera)   | A     | Sabino Cavone        |
|    | Italia (bandiera)   | A     | Giuseppe Giorgino    |
|    | Italia (bandiera)   | A     | Vinicio Sabbatini    |
|    | Italia (bandiera)   | A     | Giovanni Pallavicini |
|    | Italia (bandiera)   | A     | Dante Di Benedetti   |

## Risultati

### Serie A

#### Girone di andata
| 19 settembre 1948 1ª giornata | Bari | 0 – 2 | Milan |  |

| 26 settembre 1948 2ª giornata | Sampdoria | 2 – 1 | Bari |  |

| 3 ottobre 1948 3ª giornata | Triestina | 2 – 0 | Bari |  |

| 10 ottobre 1948 4ª giornata | Bari | 0 – 0 | Fiorentina |  |

| 17 ottobre 1948 5ª giornata | Pro Patria | 0 – 1 | Bari |  |

| 24 ottobre 1948 6ª giornata | Bari | 0 – 4 | Roma |  |

| 31 ottobre 1948 7ª giornata | Inter | 9 – 1 | Bari |  |

| 4 novembre 1948 8ª giornata | Lazio | 1 – 1 | Bari |  |

| 7 novembre 1948 9ª giornata | Bari | 0 – 0 | Genoa |  |

| 14 novembre 1948 10ª giornata | Palermo | 3 – 0 | Bari |  |

| 21 novembre 1948 11ª giornata | Juventus | 1 – 0 | Bari |  |

| 28 novembre 1948 12ª giornata | Bari | 0 – 1 | Modena |  |

| 5 dicembre 1948 13ª giornata | Novara | 3 – 1 | Bari |  |

| 8 dicembre 1948 14ª giornata | Torino | 2 – 0 | Bari |  |

| 12 dicembre 1948 15ª giornata | Bari | 1 – 0 | Padova |  |

| 19 dicembre 1948 16ª giornata | Bari | 0 – 0 | Lucchese |  |

| 26 dicembre 1948 17ª giornata | Atalanta | 0 – 2 | Bari |  |

| 2 gennaio 1949 18ª giornata | Bari | 3 – 0 | Livorno |  |

| 5 gennaio 1949 19ª giornata | Bari | 3 – 0 | Bologna |  |

#### Girone di ritorno
| 9 gennaio 1949 20ª giornata | Milan | 4 – 1 | Bari |  |

| 16 gennaio 1949 21ª giornata | Bari | 1 – 2 | Sampdoria |  |

| 23 gennaio 1949 22ª giornata | Bari | 1 – 1 | Triestina |  |

| 30 gennaio 1949 23ª giornata | Fiorentina | 0 – 2 | Bari |  |

| 6 febbraio 1949 24ª giornata | Bari | 1 – 0 | Pro Patria |  |

| 13 febbraio 1949 25ª giornata | Roma | 0 – 0 | Bari |  |

| 20 febbraio 1949 26ª giornata | Bari | 1 – 2 | Inter |  |

| 6 marzo 1949 27ª giornata | Bari | 0 – 0 | Lazio |  |

| 13 marzo 1949 28ª giornata | Genoa | 2 – 1 | Bari |  |

| 20 marzo 1949 29ª giornata | Bari | 2 – 1 | Palermo |  |

| 3 aprile 1949 30ª giornata | Bari | 2 – 1 | Juventus |  |

| 10 aprile 1949 31ª giornata | Modena | 0 – 0 | Bari |  |

| 17 aprile 1949 32ª giornata | Bari | 2 – 0 | Novara |  |

| 20 aprile 1949 33ª giornata | Bari | 1 – 1 | Torino |  |

| 30 aprile 1949 34ª giornata | Padova | 1 – 0 | Bari |  |

| 8 maggio 1949 35ª giornata | Lucchese | 1 – 1 | Bari |  |

| 15 maggio 1949 36ª giornata | Bari | 0 – 2 | Atalanta |  |

| 29 maggio 1949 37ª giornata | Livorno | 1 – 0 | Bari |  |

| 5 giugno 1949 38ª giornata | Bologna | 1 – 0 | Bari |  |

## Statistiche

### Statistiche di squadra
| Competizione | Punti | In casa | In casa | In casa | In casa | In casa | In casa | In trasferta | In trasferta | In trasferta | In trasferta | In trasferta | In trasferta | Totale | Totale | Totale | Totale | Totale | Totale | DR  |
| Competizione | Punti | G       | V       | N       | P       | Gf      | Gs      | G            | V            | N            | P            | Gf           | Gs           | G      | V      | N      | P      | Gf     | Gs     | DR  |
| ------------ | ----- | ------- | ------- | ------- | ------- | ------- | ------- | ------------ | ------------ | ------------ | ------------ | ------------ | ------------ | ------ | ------ | ------ | ------ | ------ | ------ | --- |
| Serie A      | 30    | 19      | 7       | 6       | 6       | 18      | 17      | 19           | 3            | 4            | 12           | 12           | 33           | 38     | 10     | 10     | 18     | 30     | 50     | -20 |

### Statistiche dei giocatori
| Giocatore       | Serie A  | Serie A |
| Giocatore       | Presenze | Reti    |
| --------------- | -------- | ------- |
| E. Canonico     | 26       | 4       |
| A. Carlini      | 33       | 0       |
| S. Cavone       | 22       | 5       |
| D. Di Benedetti | 2        | 0       |
| R. Fiumi        | 24       | 1       |
| G. Gagliardi    | 1        | 0       |
| G. Giorgino     | 17       | 3       |
| J. Hrotko       | 24       | 1       |
| I. Isetto       | 30       | 1       |
| M. Kincses      | 32       | 5       |
| R. Lucchi       | 10       | 0       |
| G. Moro         | 36       | -47     |
| V. Orlando      | 27       | 1       |
| G. Ottogalli    | 15       | 0       |
| G. Pallavicini  | 7        | 0       |
| P. Pietrasanta  | 37       | 0       |
| S. Pipan        | 2        | -3      |
| V. Sabbatini    | 12       | 1       |
| G. Santamato    | 6        | 0       |
| A. Stellin      | 32       | 0       |
| M. Voros        | 23       | 8       |